# Liste der Kulturdenkmäler in Frankfurt-Bockenheim
Die Liste enthält die unter Denkmalschutz stehenden Kulturdenkmäler des Frankfurter Stadtteils Bockenheim.

## Kulturdenkmäler in Bockenheim

### Am Leonhardsbrunn
| Bild                               | Bezeichnung                        | Lage                         | Beschreibung | Bauzeit   | Objekt-Nr. |
| ---------------------------------- | ---------------------------------- | ---------------------------- | --- | --------- | ---------- |
| Villa                              | Villa                              | Am Leonhardsbrunn 5 Lage     | Neoklassizistische Villa nach Entwurf von Robert Wollmann (1879–1948) mit symmetrischer Fassade, ausgebautem Mansarddach, säulenverzierten Gauben und kassettierter Dachuntersicht | 1912      | 154490 DDB |
| Villa                              | Villa                              | Am Leonhardsbrunn 7 Lage     | Repräsentative neoklassizistische Villa von L. Valentin mit bossierter Fassade | 1913      | 154491 DDB |
| Villa (angebaut an Ditmarstraße 7) | Villa (angebaut an Ditmarstraße 7) | Am Leonhardsbrunn 10 Lage    | Zweigeschossige Villa von Georg Rizert (* 1879) aus roten Klinkern im kubischen Stil der frühen Moderne. Doppelhaus mit Ditmarstraße 7                                             | 1929/1930 | 154483 DDB |
| Villa Merton                       | Villa Merton                       | Am Leonhardsbrunn 12–14 Lage | Neobarocke Villa nach Entwurf von Anton Eyssen (1849–1928) für den Fabrikanten Richard Merton mit symmetrischer Fassade und Mittelrisalit mit aufwendigem Eingangsportal           | 1928      | 156849     |

### Basaltstraße
| Bild     | Bezeichnung | Lage                 | Beschreibung | Bauzeit | Objekt-Nr. |
| -------- | ----------- | -------------------- | --- | ------- | ---------- |
| Torbogen | Torbogen    | Basaltstraße 23 Lage | Errichtet auf dem Grundstück einer ehemaligen Eisfabrik, auch für den benachbarten Schlachthof. Sandsteinbogen mit Bogenquaderung, Mozartbüste, Maske und drei Sandsteinreliefs. Um 1900 wurde er wie der dahinter liegende Festsaal „Zur Liederhalle“ erbaut. Ab 1928 wurde diese vom Gastwirt Hans Müller zu einem Lichtspieltheater umgebaut. Zuvor war er einer der größten Frankfurter Versammlungs- und Veranstaltungsräume. Rosa Luxemburg hielt hier am 23. September 1913 eine viel beachtete Rede über die politische Situation und die Aufgabe der arbeitenden Klasse. Ihre Rede wurde für sie zum Haftgrund. Neben dem Torbogen erinnert heute eine Gedenktafel an Rosa Luxemburg. 1941 wurde im Zuge einer Modernisierung die im Vordergebäude befindliche Gastwirtschaft zugunsten eines Kinofoyers mit Nebenräumen aufgegeben. Der „Titania-Palast“ überstand, anders als die meisten Frankfurter Lichtspielhäuser, die Bombenangriffe im Zweiten Weltkrieg nahezu unzerstört. Aus wirtschaftlichen Gründen musste das Kino 1977 schließen. Von 1985 bis 1998 Bürgerhaus der Saalbau GmbH, heute Spielstätte einer freien Bühne. Das Vordergebäude ist heute im Eigentum der altkatholischen Kirchengemeinde. | um 1900 | 154485 DDB |

### Blanchardstraße
| Bild                          | Bezeichnung                   | Lage                       | Beschreibung | Bauzeit       | Objekt-Nr. |
| ----------------------------- | ----------------------------- | -------------------------- | --- | ------------- | ---------- |
| Eckhaus (Zeppelinallee 65–67) | Eckhaus (Zeppelinallee 65–67) | Blanchardstraße 17 Lage    | Die repräsentative neoklassizistische Villa mit rechteckigem Grundriss, symmetrischer Putzfassade und beidseitige Flügelbauten unter hohem Mansarddach weist hohe Fenster zwischen Klappläden an den Seitenflügeln, z. T. als Türen hinter ziervergitterten Balkons und den ursprünglichen Eingangsportikus auf. | 1921 bis 1925 | 154606     |
| Wohnhausblock                 | Wohnhausblock                 | Blanchardstraße 18–24 Lage | Wohnhaus von Julius Lönholdt auf rechteckigem Grundriss und vielfältig gegliederter Fassade mit Elementen der Neurennaicance und des Jugendstils Seiten- und Eingangsvorbauten in aufwendiger Sandsteinskulptierung.                                                                                             | 1911          | 154487 DDB |

### Bockenheimer Landstraße
| Bild                                                | Bezeichnung                                         | Lage                             | Beschreibung | Bauzeit         | Objekt-Nr. |
| --------------------------------------------------- | --------------------------------------------------- | -------------------------------- | --- | --------------- | ---------- |
| Bockenheimer Warte                                  | Bockenheimer Warte                                  | Bockenheimer Warte Lage          | Die Bockenheimer Warte ist einer der Warttürme der Frankfurter Landwehr. | 15. Jahrhundert | 154488 DDB |
| Universitätsbibliothek Johann Christian Senckenberg | Universitätsbibliothek Johann Christian Senckenberg | Bockenheimer Landstraße 134 Lage | Neubau der Universitätsbibliothek nach Plänen von Ferdinand Kramer. Im Eingangsbereich der Bibliothek befindet sich die von Ossip Zadkine gefertigte Bronzeskulptur Prometheus. Diese bereits 1954 gefertigte Figur aus der griechischen Mythologie wurde 1965 in der Halle aufgestellt. Sie stellt Prometheus dar, wie er das Feuer in der Hand hält, um es den Menschen zu bringen. | 1965            | 519126     |
| Studentenwohnheim                                   | Studentenwohnheim                                   | Bockenheimer Landstraße 135 Lage | Das Studentenwohnheim ist der einzige Wohnbau auf dem nach amerikanischem Vorbild geplanten Campus Bockenheim. Bau nach Plänen von Ferdinand Kramer. | 1956            | 519127     |

### Broßstraße
| Bild           | Bezeichnung                     | Lage                                          | Beschreibung | Bauzeit | Objekt-Nr. |
| -------------- | ------------------------------- | --------------------------------------------- | --- | ------- | ---------- |
| Broßstraße 5   | Villa (Doppelhaus mit Nummer 7) | Broßstraße 5 LageFlur: 25, Flurstück: 220/63  | Neoklassische Villa nach Entwurf von Andreas Nikolaus Mehs (1866–1946) mit reich gegliederter symmetrischer Fassade, profilierten Fenstergewänden aus Sandstein und skulptierten Brüstungsfeldern.                                             | 1911    | 154489 DDB |
| weitere Bilder | Villa (Doppelhaus mit Nummer 7) | Broßstraße 7 LageFlur: 25, Flurstück: 367/220 | Neoklassische Villa nach Entwurf von Alfred Bruno Engelhard (1867–1941) mit reich gegliederter symmetrischer Fassade, profilierten Fenstergewänden aus Sandstein und skulptierten Brüstungsfeldern. Vor dem Haus ist ein Stolperstein verlegt. | 1911    | 154492 DDB |

### Ditmarstraße
| Bild  | Bezeichnung | Lage                | Beschreibung | Bauzeit   | Objekt-Nr. |
| ----- | ----------- | ------------------- | --- | --------- | ---------- |
| Villa | Villa       | Ditmarstraße 4 Lage | Repräsentative durch Anbauten erweiterte Villa nach Entwurf von Hermann Muthesius (1861–1927) im Stil des ausklingenden Historismus; als Gästehaus der Johann Wolfgang Goethe-Universität Frankfurt am Main | 1923      | 154493 DDB |
| Villa | Villa       | Ditmarstraße 5 Lage | Repräsentative Villa nach Entwurf von Fritz Eppstein (1877–1960) | 1924      | 154494 DDB |
| Villa | Villa       | Ditmarstraße 7 Lage | Zweigeschossige Villa von Georg Rizert (* 1879) aus roten Klinkern im kubischen Stil der frühen Moderne. Doppelhaus mit Am Leonhardsbrunn 10                                                                | 1929/1930 | 154495     |
| Villa | Villa       | Ditmarstraße 9 Lage | Repräsentative neoklassizistische Villa nach Entwurf von Clemens Musch (1887–1957) und Ernst May. Die Putzfassade ist durch Pfeiler aus Bossenquadern markant gegliedert.                                   | 1914      | 154496 DDB |

### Elisabethenplatz
| Bild                    | Bezeichnung             | Lage                    | Beschreibung | Bauzeit                         | Objekt-Nr. |
| ----------------------- | ----------------------- | ----------------------- | --- | ------------------------------- | ---------- |
| kath. Elisabethenkirche | kath. Elisabethenkirche | Elisabethenplatz 5 Lage | Neugotische Kirche in Ziegelmauerwerk mit monumentalem Frontturm unter Spitzhelm. In der Kirche befindet sich ein Relief mit der Darstellung des Todes Marias aus dem 15. Jahrhundert. | Einweihung am 16. Dezember 1870 | 154497 DDB |

### Emil-Sulzbach-Straße
| Bild           | Bezeichnung    | Lage                         | Beschreibung | Bauzeit  | Objekt-Nr. |
| -------------- | -------------- | ---------------------------- | --- | -------- | ---------- |
| Wohnhaus       | Wohnhaus       | Emil-Sulzbach-Straße 13 Lage | Neoklassizistisches Wohnhaus auf bossiertem Erdgeschoss. Akzentuierung der Zierfassade durch kannelierte, kapitellbekrönte Sandsteinsäulen über beide Obergeschosse hinweg.                  | ca. 1916 |            |
| Husarendenkmal | Husarendenkmal | Emil-Sulzbach Straße Lage    | Expressionistisches Husarendenkmal. Das Denkmal stand ursprünglich auf einem Platz an der Emil-Sulzbach Straße (heute Theodor-Adorno-Platz) und wurde 2003 in die Senckenberganlage verlegt. | 1925     |            |

### Falkstraße
| Bild          | Bezeichnung   | Lage               | Beschreibung | Bauzeit | Daten |
| ------------- | ------------- | ------------------ | --- | ------- | ----- |
| Franckeschule | Franckeschule | Falkstraße 71 Lage | Spätklassizistischer dreigeschossiger Schulbau auf nahezu quadratischem Grundriss mit Risaliten und straßenseitigem Eingangsportal. Erbaut als ehemalige Bockenheimer Realschule, für Knaben und Mädchen getrennter Unterricht, ab 1913 umbenannt in Falk-Mittelschule und ab 1950 benannt nach dem Theologen August Hermann Francke, die ehemalige Francke-Schule wurde 1888 als Knaben-Volksschule erbaut. | 1876    |       |

### Florastraße
| Bild      | Bezeichnung | Lage                | Beschreibung | Bauzeit | Daten |
| --------- | ----------- | ------------------- | --- | ------- | ----- |
| Mietshaus | Mietshaus   | Florastraße 25 Lage | Neogotisches Mietshaus in Ziegelmauerwerk hinter zweifarbiger Zierfassade. Brüstungsfelder, Stichbögen sowie Gesimse in gemauertem Schmuckverband. Übergiebeltes Eingangsportal. Fenster im Obergeschoß mit stuckdekorierten Bogenfeldern. An verputzter Seitenwand Blendfenster | 1898    |       |

### Georg-Speyer-Straße
| Bild           | Bezeichnung                                   | Lage                                                                               | Beschreibung | Bauzeit | Daten      |
| -------------- | --------------------------------------------- | ---------------------------------------------------------------------------------- | --- | ------- | ---------- |
| weitere Bilder | Alte Liebig Schule, jetzt Max-Beckmann-Schule | Georg-Speyer-Straße 37 = Sophienstraße 70 LageFlur: 10, Flurstück: 693/38, 1028/42 | Das Gebäude wurde 1913 bis 1966 durch die Liebig-Oberrealschule und ab 1988 durch die Max-Beckmann-Schule genutzt. Architekt war Stadtbaumeister Adolf Moritz. Im Inneren befindet sich hervorragendes originales Interieur: Malereien, Stuckaturen, Bauplastiken u. a. Der Entwurf der Ausmalungen stammt von Glasmaler Linnemann. | 1913    | 154502 DDB |

### Georg-Voigt-Straße
| Bild                                                                                   | Bezeichnung                                                                            | Lage                          | Beschreibung | Bauzeit | Daten |
| -------------------------------------------------------------------------------------- | -------------------------------------------------------------------------------------- | ----------------------------- | --- | ------- | ----- |
| ehemalige Professorenvilla, dann Institut der Universität, jetzt Tibethaus Deutschland | ehemalige Professorenvilla, dann Institut der Universität, jetzt Tibethaus Deutschland | Georg-Voigt-Straße 4 Lage     | Neoklassizistische Villa mit Sandsteinquaderfassade und aufwendigem Schmuck im Fensterbereich | 1910    |       |
| ehemalige Professorenvilla, jetzt Institut der Universität                             | ehemalige Professorenvilla, jetzt Institut der Universität                             | Georg-Voigt-Straße 6 Lage     | Neoklassizistische Villa mit symmetrischer Putzfassade mit Axialrisalit. Doppelhaus mit Nummer 8 | 1910    |       |
| ehemalige Professorenvilla, jetzt Institut der Universität                             | ehemalige Professorenvilla, jetzt Institut der Universität                             | Georg-Voigt-Straße 8 Lage     | Neoklassizistische Villa mit symmetrischer Putzfassade mit Axialrisalit. Doppelhaus mit Nummer 6 | 1910    |       |
| ehemalige Professorenvilla, jetzt Institut der Universität                             | ehemalige Professorenvilla, jetzt Institut der Universität                             | Georg-Voigt-Straße 10 Lage    | Neoklassizistische Villa mit symmetrischer Putzfassade mit Axialrisalit. Doppelhaus mit Nummer 12 | 1924    |       |
| ehemalige Professorenvilla, jetzt Institut der Universität                             | ehemalige Professorenvilla, jetzt Institut der Universität                             | Georg-Voigt-Straße 12 Lage    | Neoklassizistische Villa mit symmetrischer Putzfassade mit Axialrisalit. Doppelhaus mit Nummer 10 | 1924    |       |
| Wohnhaus                                                                               | Wohnhaus                                                                               | Georg-Voigt-Straße 17 Lage    | Wohnhaus auf quadratischer Grundfläche und flachem Pyramidendach mit gartenseitigem Anbau und expressionistischer Bauzier | 1920    |       |
| Wohnhaus                                                                               | Wohnhaus                                                                               | Georg-Voigt-Straße 19 Lage    | Wohnhaus mit Fenstergewänden, übergiebeltem Balkon, Ziergitter sowie Dachgesims in expressionistischen Formen. | 1925    |       |
| Institut für Pharmazie und Lebensmittelchemie                                          | Institut für Pharmazie und Lebensmittelchemie                                          | Georg-Voigt-Straße 14–16 Lage | Fünfgeschossiges Haus mit zur Georg-Voigt-Straße vorgelagertem Hörsaalgebäude nach einem Entwurf von Ferdinand Kramer. Nach einer Renovierung durch das Architekturbüro SSP SchürmannSpannel ist das Gebäude seit 2013 Sitz des Senckenberg Biodiversität und Klima Forschungszentrums und wurde im Juni 2017 in Maria-Sibylla-Merian-Haus umbenannt. | 1957    |       |

### Ginnheimer Stadtweg
| Bild       | Bezeichnung | Lage                        | Beschreibung | Bauzeit   | Daten |
| ---------- | ----------- | --------------------------- | --- | --------- | ----- |
| Europaturm | Europaturm  | Ginnheimer Stadtweg 90 Lage | Nach einem Entwurf von Johannes Möhrle und Peter Metzger im Auftrag der Deutschen Bundespost erbauter Fernmeldeturm. | 1974–1979 |       |

### Ginnheimer Straße
| Bild                                       | Bezeichnung                                | Lage                     | Beschreibung | Bauzeit | Daten |
| ------------------------------------------ | ------------------------------------------ | ------------------------ | --- | ------- | ----- |
| Villa Passavant-Andreae und Bleidenbrunnen | Villa Passavant-Andreae und Bleidenbrunnen | Ginnheimer Straße 9 Lage | Die erhaltene repräsentative Gartenvilla im Stil der italienischen Renaissance wurde nach dem Entwurf von Johann Friedrich Christian Hess für Samuel Passavant (1787–1855) errichtet. | 1829    |       |

### Gräfstraße
| Bild               | Bezeichnung        | Lage                  | Beschreibung | Bauzeit   | Daten |
| ------------------ | ------------------ | --------------------- | --- | --------- | ----- |
| Philosophicum      | Philosophicum      | Gräfstraße 74–76 Lage | Das Philosophicum ist ein von Ferdinand Kramer entworfener Stahlskelettbau mit nicht ummantelten Außenstützen. Treppenhäuser und Giebelscheiben in Stahlbeton. Es wurde nach Plänen des Architekten Stefan Forster umgebaut und mit einem vorgesetzten Anbau versehen. Nach der Fertigstellung im Jahre 2017 beherbergt das Gebäude Studentenappartements, die man „aufgrund der sehr hohen Mieten wohl besser als „Mikroapartments“ bezeichnet“. | 1958–1960 |       |
| Bockenheimer Depot | Bockenheimer Depot | Gräfstraße 94–96 Lage | Das Bockenheimer Depot ist ein ehemaliger Betriebshof und die ehemalige Hauptwerkstatt der Straßenbahn Frankfurt am Main. Das Gebäude wird heute als Spielstätte der Städtischen Bühnen genutzt. | 1900      |       |

### Grempstraße
| Bild            | Bezeichnung     | Lage                | Beschreibung | Bauzeit       | Daten |
| --------------- | --------------- | ------------------- | --- | ------------- | ----- |
| Grempsches Haus | Grempsches Haus | Grempstraße 36 Lage | Das steinerne Gebäude mit zwei Stockwerken und einen achteckigen Treppenturm gehörte zum Adelshof der Familie Gremp von Freudenstein. | 1582 bis 1593 |       |

### Hamburger Allee
| Bild           | Bezeichnung                                                                                | Lage                    | Beschreibung | Bauzeit   | Daten |
| -------------- | ------------------------------------------------------------------------------------------ | ----------------------- | --- | --------- | ----- |
| weitere Bilder | = Varrentrappstraße 28 = Werner-von-Siemens-Schule jetzt Gutenbergschule Frankfurt am Main | Hamburger Allee 23 Lage | historisierender Schulbau. Architekt war Magistratsbaurat Rudolf Reinicke (1870–1939); ehemals Sitz der Werner-von-Siemens-Schule (Neubau im Gallus) jetzt Berufsschulkomplex (Frankfurt am Main) | 1908–1911 |       |

### Hans-Sachs-Straße
| Bild  | Bezeichnung | Lage                     | Beschreibung                                                            | Bauzeit | Daten |
| ----- | ----------- | ------------------------ | ----------------------------------------------------------------------- | ------- | ----- |
| Villa | Villa       | Hans-Sachs-Straße 6 Lage | Haus Erlenbach. Moderne Villa in kubischen Formen von Ferdinand Kramer. | 1930    |       |

### Hersfelder Straße
| Bild    | Bezeichnung | Lage                         | Beschreibung | Bauzeit   | Daten |
| ------- | ----------- | ---------------------------- | --- | --------- | ----- |
| Garagen | Garagen     | Hersfelder Straße 21–23 Lage | Moderner Garagenbau auf parabolischem Grundriss von Ernst Balser und Franz Heberer in Backsteinmauerwerk für die Mannesmann-Mulag-LKW-AG | 1922–1924 |       |

### Homburger Straße
| Bild      | Bezeichnung | Lage                     | Beschreibung                                                                         | Bauzeit | Daten |
| --------- | ----------- | ------------------------ | ------------------------------------------------------------------------------------ | ------- | ----- |
| Mietshaus | Mietshaus   | Homburger Straße 36 Lage | Neobarockes Mietshaus mit symmetrischer Putz/Sandsteinfassade und reicher Bauplastik | 1904    |       |

### Juliusstraße
| Bild                  | Bezeichnung           | Lage                 | Beschreibung                                                               | Bauzeit | Daten |
| --------------------- | --------------------- | -------------------- | -------------------------------------------------------------------------- | ------- | ----- |
| = Markgrafenstraße 19 | = Markgrafenstraße 19 | Juliusstraße 26 Lage | Mietshaus im Stil der Neorenaissance mit künstlerisch gestalteten Balkons. | 1905    |       |

### Kiesstraße
| Bild                               | Bezeichnung                        | Lage              | Beschreibung | Bauzeit | Daten |
| ---------------------------------- | ---------------------------------- | ----------------- | --- | ------- | ----- |
| Mietshaus = Robert-Mayer-Straße 28 | Mietshaus = Robert-Mayer-Straße 28 | Kiesstraße 1 Lage | Mietshaus im Stil der Neorenaissance                                                                               | 1904    |       |
| Schmiede                           | Schmiede                           | Kiesstraße 4 Lage | Ehemalige Militärlehrschmiede. Es handelt sich um einen klassizistischen Klinkerbau mit Kranzgesims im Zierverband | 1881    |       |

### Kirchplatz
| Bild                                                        | Bezeichnung                                                 | Lage              | Beschreibung | Bauzeit                | Daten |
| ----------------------------------------------------------- | ----------------------------------------------------------- | ----------------- | --- | ---------------------- | ----- |
| St.-Jakobs-Kirche. Geschützt sind Kirche, Mauer und Brunnen | St.-Jakobs-Kirche. Geschützt sind Kirche, Mauer und Brunnen | Kirchplatz 9 Lage | Im Kern handelt es sich um eine spätgotische Pfarrkirche aus dem Jahr 1365. Erweiterungen erfolgten 1634 und 1767. Nach der Zerstörung im Zweiten Weltkrieg erfolgte 1956 der Wiederaufbau. Es handelt sich um eine Saalkirche mit halbrund geschlossenen Schmalseiten und Glasfenstern von Charles Crodel (1956). Der klassizistische Glockenturm an der Südseite wurde 1852/53 nach Plänen des Bockenheimer Maurermeisters Brand in Backsteinmauerwerk erbaut. Ein klassizistischer Brunnen mit gusseiserner Pumpensäule und die Bruchsteinmauer stehen ebenfalls unter Schutz. | spätes 18. Jahrhundert |       |

### Kreuznacher Straße
| Bild                              | Bezeichnung                       | Lage                    | Beschreibung | Bauzeit | Daten |
| --------------------------------- | --------------------------------- | ----------------------- | --- | ------- | ----- |
| Alter Friedhof und Kriegerdenkmal | Alter Friedhof und Kriegerdenkmal | Kreuznacher Straße Lage | Der Friedhof an der Kreuznacher Straße/Solmsstraße weist verschiedene geschützte Objekt auf. Darunter sind das Kriegermonument 1875 und die Gräber der Familie Rohmer: J.C.Rohmer (1825) und dessen Ehefrau (1858) sowie der Stele für H. Rohmer (1867) | 1825    |       |

### Kuhwaldstraße
| Bild           | Bezeichnung       | Lage                  | Beschreibung | Bauzeit | Daten |
| -------------- | ----------------- | --------------------- | --- | ------- | ----- |
| weitere Bilder | Elektrizitätswerk | Kuhwaldstraße 61 Lage | Das Elektrizitätswerk ist ein gelber Klinkerbau mit roten Lisenen und abgesetzten Blendbögen an der Kuhwaldstraße. Das E-Werk befindet sich hinter einer symmetrischen Giebelfassade an der Kuhwaldstraße, während sich das ehemalige Verwaltungsgebäude und die Kondensationsanlage mit ihrer turmartiger Ausführung an der Ohmstraße befinden. | 1892    |       |

### Kurfürstenplatz
| Bild              | Bezeichnung       | Lage                 | Beschreibung | Bauzeit | Daten |
| ----------------- | ----------------- | -------------------- | --- | ------- | ----- |
| Platz und Brunnen | Platz und Brunnen | Kurfürstenplatz Lage | Der nach Kurfürst Wilhelm I. (Hessen-Kassel) benannte Platz wird durch den in der Mitte liegenden Monumental-Brunnen aus rotem Mainsandstein geprägt, der am 23. Mai 1914 eingeweiht wurde. Er ist eine Stiftung von Bockenheimer Bürgern. Sein Architekt war Prof. Caspar Lennartz und der Frankfurter Bildhauer Emil Hub. | 1913    |       |

### Kurfürstenstraße
| Bild                                                                      | Bezeichnung                                                               | Lage                    | Beschreibung | Bauzeit | Daten |
| ------------------------------------------------------------------------- | ------------------------------------------------------------------------- | ----------------------- | --- | ------- | ----- |
| Miets- und Geschäftshaus = Leipziger Straße 51 (ehemaliges Kaufhaus West) | Miets- und Geschäftshaus = Leipziger Straße 51 (ehemaliges Kaufhaus West) | Kurfürstenstraße 1 Lage | Miets- und Geschäftshaus nach Entwurf von Jean Eichberger (1883–1918). Die neoklassizistische Fassade weist Ornamente im Jugendstil auf. Heute Sitz der Kern AG (Sprachdienstleister) | 1913    |       |
| Mietshaus = Leipziger Straße 53                                           | Mietshaus = Leipziger Straße 53                                           | Kurfürstenstraße 2 Lage | Mietshaus mit Fassade mit Neurennaicancedetails und turmartiger Eckbetonung | 1895    |       |

### Leipziger Straße
| Bild | Bezeichnung | Lage                       | Beschreibung | Bauzeit | Daten |
| --- | --- | -------------------------- | --- | ------- | ----- |
| Delkeskampsches Haus                                                                                              | Delkeskampsches Haus                                                                                              | Leipziger Straße 9 Lage    | spätklassizistisches Landhaus | um 1850 |       |
| Miets- und Geschäftshaus = Kurfürstenstraße 1 (ehemaliges Kaufhaus Wronker-Bockenheim, nachmaliges Kaufhaus West) | Miets- und Geschäftshaus = Kurfürstenstraße 1 (ehemaliges Kaufhaus Wronker-Bockenheim, nachmaliges Kaufhaus West) | Leipziger Straße 51 Lage   | Wohn- und Geschäftshaus nach Entwurf von Jean Eichberger (1883–1918). Die neoklassizistische Fassade weist Ornamente im Jugendstil auf. | 1913    |       |
| Mietshaus = Kurfürstenstraße 2                                                                                    | Mietshaus = Kurfürstenstraße 2                                                                                    | Leipziger Straße 53 Lage   | Mietshaus mit Fassade mit Neurennaicancedetails und turmartiger Eckbetonung | 1895    |       |
| Mietshaus | Mietshaus | Leipziger Straße 60 Lage   | Mietshaus im Stil der Neorenaissance mit Putzfassade und archivoltierenden Fenstern, teilweise durch Vorhangbogen ergänzt. Muscheldekor im Bogenfeld. Ein Erkertürmchen betont die Ecklage.                                                                                          | um 1900 |       |
| Mietshaus | Mietshaus | Leipziger Straße 62 Lage   | Mietshaus nach Entwurf von Justus A. Helme. Im Erdgeschoss ist hinter Verkleidung ein Ladengeschäft im Jugendstil original erhalten. | 1905    |       |
| Mietshaus | Mietshaus | Leipziger Straße 62 A Lage | Mietshaus im Stil der Neorenaissance mit Balkons auf profilierten Konsolen. Von 1909 bis mind. 1920 Sitz des Ersten Bockenheimer Kinos, gegründet 1909 (Spielzeit täglich), 150 Plätze, Betreiber Eduard Reichel, Elbestr. 31. Nach Zweitem Weltkrieg u. a. Sitz einer Weinhandlung. | 1905    |       |
| Mietshaus | Mietshaus | Leipziger Straße 64 Lage   | Neoklassizistisches Mietshaus. Die Ecklage wird durch einen zweigeschossigen Erker betont. | um 1905 |       |
| Bock-Apotheke | Bock-Apotheke | Leipziger Straße 71 Lage   | Das klassizistische Fachwerkhaus wurde durch den Apotheker F.G.Werner als „Offizin zum Löwen“ erbaut und dient bis heute als Apotheke. | 1822    |       |

### Ludolfusstraße
| Bild                             | Bezeichnung                      | Lage                   | Beschreibung | Bauzeit | Daten |
| -------------------------------- | -------------------------------- | ---------------------- | --- | ------- | ----- |
| Villa (Doppelhaus mit Nummer 11) | Villa (Doppelhaus mit Nummer 11) | Ludolfusstraße 9 Lage  | Neoklassizistische Villa mit reicher Bauzier und Eckbetonung durch Altan.                                                                            | 1911    |       |
| Villa (Doppelhaus mit Nummer 9)  | Villa (Doppelhaus mit Nummer 9)  | Ludolfusstraße 11 Lage | Neoklassizistische Villa mit reicher Bauzier und Eckbetonung durch Altan.                                                                            | 1911    |       |
| Villa                            | Villa                            | Ludolfusstraße 13 Lage | Villa mit schlichter neoklassizistischer Fassade und sparsamer Bauzier im Stil des Barock. Das ornamentierte Gartentor steht ebenfalls unter Schutz. | 1911    |       |

### Ludwig-Ehrhard-Anlage
| Bild          | Bezeichnung   | Lage               | Beschreibung | Bauzeit       | Daten |
| ------------- | ------------- | ------------------ | --- | ------------- | ----- |
| Festhalle     | Festhalle     | Festhalle Lage     | Große Veranstaltungshalle nach Plänen von Friedrich von Thiersch errichtet. Der im Innenraum ohne Stützen auskommende Kuppelbau ist eine eiserne Tragekonstruktion, die von einer Steinfassade weitgehend kaschiert wird. Hier finden Ausstellungen, kulturelle und sportliche Veranstaltungen statt. | 1907 bis 1909 |       |
| Merkurbrunnen | Merkurbrunnen | Merkurbrunnen Lage | neoklassizistischer Zierbrunnen von Hugo Lederer als Stiftung des Bankiers A. L. A. Hahn. | 1916          |       |

### Markgrafenstraße
| Bild                            | Bezeichnung                     | Lage                        | Beschreibung | Bauzeit   | Daten |
| ------------------------------- | ------------------------------- | --------------------------- | --- | --------- | ----- |
| Mietshaus = Leipziger Straße 62 | Mietshaus = Leipziger Straße 62 | Markgrafenstraße 1 Lage     | Mietshaus nach Entwurf von Justus A. Helme. Im Erdgeschoss ist hinter Verkleidung ein Ladengeschäft im Jugendstil original erhalten.                                                        | 1905      |       |
| Mietshaus = Leipziger Straße 60 | Mietshaus = Leipziger Straße 60 | Markgrafenstraße 2 Lage     | Mietshaus im Stil der Neorenaissance mit Putzfassade und archivoltierenden Fenstern, teilweise durch Vorhangbogen ergänzt. Muscheldekor im Bogenfeld. Ein Erkertürmchen betont die Ecklage. | um 1900   |       |
| Mietshaus                       | Mietshaus                       | Markgrafenstraße 3 Lage     | Mietshaus im Stil der Neorenaissance von der Bornheimer Baufirma Anton Hilf. Putzfassade mit skulptiertem Erker in Sandstein über dem ebenfalls in Sandstein ausgeführten Erdgeschoss       | 1906      |       |
| Mietshaus                       | Mietshaus                       | Markgrafenstraße 4 Lage     | Mietshaus mit Jugendstilfassade von Wilhelm Derlam (1877–1948) mit Masken im Traufbereich                                                                                                   | 1904/1905 |       |
| Mietshaus                       | Mietshaus                       | Markgrafenstraße 8 Lage     | Mietshaus im Stil der Neorenaissance von Karl Schepp (1871-). Die ziervergitterten Balkons dienen als Flankierung des vom Zwerchgiebel im Jugendstil bekrönten Mittelrisalits               | 1908      |       |
| Mietshaus                       | Mietshaus                       | Markgrafenstraße 9 Lage     | Mietshaus im Stil der Neorenaissance von der Bornheimer Baufirma Anton Hilf | 1907      |       |
| Mietshaus                       | Mietshaus                       | Markgrafenstraße 11 Lage    | Mietshaus im Stil der Neorenaissance von Anton Hilf mit seitlichem Erker | 1907      |       |
| Mietshaus                       | Mietshaus                       | Markgrafenstraße 13 Lage    | Mietshaus im Stil der Neorenaissance von Bornheimer Baufirma Anton Hilf mit reich ornamentiertem Erker und skulptierten Balkonbrüstungen                                                    | 1907      |       |
| Markuskirche (Frankfurt)        | Markuskirche (Frankfurt)        | Markgrafenstraße 14–16 Lage | Die Kirche wurde im Zweiten Weltkrieg 1944 zerstört und 1952 bis 1954 von den Architekten Helmuth Hartwig und Edeltraut Hartwig wieder aufgebaut.                                           | 1912      |       |
| Mietshaus                       | Mietshaus                       | Markgrafenstraße 15 Lage    | Aufwendiges Mietshaus nach Entwurf von Karl Schepp mit Anklängen des Jugendstils | 1907      |       |
| Mietshaus                       | Mietshaus                       | Markgrafenstraße 15 a Lage  | Aufwendiges Mietshaus nach Entwurf von Karl Schepp mit Anklängen des Jugendstils mit zentriendem Erker                                                                                      | 1907      |       |
| Mietshaus                       | Mietshaus                       | Markgrafenstraße 16 b Lage  | Neoklassizistisches Mietshaus hinter verputzter Zierfassade in Sandstein. Ebenfalls geschützt ist der Zaun zwischen kunstvoll bearbeiteten Steinpfeilern                                    | 1905      |       |
| Mietshaus                       | Mietshaus                       | Markgrafenstraße 17 Lage    | Historistisches Mietshaus mit skulptierendem Axialerker aus Sandstein. Das Mansardgeschoss wurde später verändert                                                                           | 1905      |       |
| = Juliusstraße 26               | = Juliusstraße 26               | Markgrafenstraße 19 Lage    | Mietshaus im Stil der Neorenaissance mit künstlerisch gestalteten Balkons. | 1905      |       |

### Mertonstraße
| Bild                         | Bezeichnung                  | Lage                             | Beschreibung | Bauzeit | Daten |
| ---------------------------- | ---------------------------- | -------------------------------- | --- | ------- | ----- |
| Uni-Hauptgebäude (Jügelhaus) | Uni-Hauptgebäude (Jügelhaus) | Mertonstraße 17–21 Lage          | Das neobarocke Hauptgebäude des Campus Bockenheim der Frankfurter Universität wurde von Ludwig Neher (1850–1916) erbaut. Ursprünglich diente es der „Akademie für Sozial- und Handelswissenschaften“ und ab der Universitätsgründung der Universität. Es wurde umfangreich erweitert und ist mit dem benachbarten Senckenbergmuseum baulich verbunden. | 1906    |       |
| Studentenhaus                | Studentenhaus                | Mertonstraße 28/Jügelstraße Lage | Das von Apel, Letocha, Rohrer, Herdt entworfene Studentenhaus war das erste Studentenhaus und ein Geschenk der USA. Es ist Sitz des AStA, verschiedener Studentengruppen, eines Cafés und eines Kindergartens. | 1953    |       |

### Ohmstraße
| Bild                                 | Bezeichnung                          | Lage                  | Beschreibung | Bauzeit | Daten |
| ------------------------------------ | ------------------------------------ | --------------------- | --- | ------- | ----- |
| = Kuhwaldstraße 61,Elektrizitätswerk | = Kuhwaldstraße 61,Elektrizitätswerk | Kuhwaldstraße 61 Lage | Das Elektrizitätswerk ist ein gelber Klinkerbau mit roten Lisenen und abgesetzten Blendbögen an der Kuhwaldstraße. Das E-Werk befindet sich hinter einer symmetrischen Giebelfassade an der Kuhwaldstraße, während sich das ehemalige Verwaltungsgebäude und die Kondensationsanlage mit ihrer turmartiger Ausführung an der Ohmstraße befinden. | 1892    |       |

### Robert-Mayer-Straße
| Bild                  | Bezeichnung           | Lage                         | Beschreibung | Bauzeit   | Daten |
| --------------------- | --------------------- | ---------------------------- | --- | --------- | ----- |
| Physikalischer Verein | Physikalischer Verein | Robert-Mayer-Straße 2–4 Lage | Das neobarocke Gebäude mit der auffallenden Kuppel der Sternwarte wurde von Franz von Hoven (1842–1924) für den Physikalischen Verein erbaut. | 1908      |       |
| = Kiesstraße 1        | = Kiesstraße 1        | Robert-Mayer-Straße 28 Lage  | Mietshaus im Stil der Neorenaissance | 1904      |       |
| Mietshaus             | Mietshaus             | Robert-Mayer-Straße 30 Lage  | Historistisches Mietshaus von Wilhelm Derlam (1877–1948)                                                                                      | 1907      |       |
| Mietshaus             | Mietshaus             | Robert-Mayer-Straße 32 Lage  | Das Haus mit Fassade im Stil der Neorenaissance stammt von Wilhelm Derlam (1877–1948)                                                         | 1907      |       |
|                       |                       | Robert-Mayer-Straße 34 Lage  | wie Hausnummer 32 aber Eckhaus. Dreigeschossiger Erker und aufwendige Volutengiebel                                                           | 1908      |       |
| Wohnhaus              | Wohnhaus              | Robert-Mayer-Straße 36 Lage  | Mietshaus im Stil des Historismus von Ernst G.Müller mit profilierten Fenstergewände in Sandstein                                             | 1907/1908 |       |
| Mietshaus             | Mietshaus             | Robert-Mayer-Straße 38 Lage  | Mietshaus im Stil des Historismus von Peter Umpfenbach (1877-)                                                                                | 1904/1905 |       |
| Mietshaus             | Mietshaus             | Robert-Mayer-Straße 40 Lage  | Neogotische Putz/Sandsteinfassade | 1905      |       |
| = Schloßstraße 113    | = Schloßstraße 113    | Robert-Mayer-Straße 41 Lage  | Mietshaus der Neurennecaince von Heinrich Heuss (1879–1922) mit nahezu trapezoider Grundriss                                                  | 1904/1905 |       |
| Mietshaus             | Mietshaus             | Robert-Mayer-Straße 42 Lage  | Mietshaus von Wilhelm Derlam (1877–1948), Eckbetonung auf polygonalem Grundriss mit gotisierend ornamentiertem Erker                          | 1905      |       |
| Mietshaus             | Mietshaus             | Robert-Mayer-Straße 44 Lage  | Mietshaus im Stil der Neurenaissance von Wilhelm Derlam (1877–1948) mit floralem Stuck im Traufbereich                                        | 1905      |       |

### Rödelheimer Straße
| Bild     | Bezeichnung | Lage                       | Beschreibung | Bauzeit | Daten |
| -------- | ----------- | -------------------------- | --- | ------- | ----- |
| Schönhof | Schönhof    | Rödelheimer Straße 34 Lage | Ehemaliges Rittergut. Barockes Hofgut 1750 nach Vorstellungen des Besitzers I. d’Orville umgebaut. Komplex aus Herrenhaus, Verwalter- und Nebengebäude nach Brand 1819 klassizistische Ergänzungen von F. Rumpf. Schönhof 1845 dezimiert durch Bau Main-Weser-Bahn. 1898 städtische Übernahme. Dazugehöriges klassizistisches Gartenhaus von F. Rumpf (für Barckhaus errichtet) seit 1964 im Grüneburgpark | 1819    |       |

### Rohmerplatz
| Bild           | Bezeichnung    | Lage             | Beschreibung | Bauzeit | Daten |
| -------------- | -------------- | ---------------- | --- | ------- | ----- |
| Kriegerdenkmal | Kriegerdenkmal | Rohmerplatz Lage | Das Kriegerdenkmal zur Erinnerung an die 1200 im Ersten Weltkrieg Gefallenen aus Frankfurt-Bockenheim wurde im Auftrag des Kriegervereins Bockenheim durch den Frankfurter Bildhauer Oskar Ufert (1876–1952) geschaffen | 1925    |       |

### Schloßstraße
| Bild                     | Bezeichnung              | Lage                  | Beschreibung | Bauzeit   | Daten |
| ------------------------ | ------------------------ | --------------------- | --- | --------- | ----- |
| Mietshaus                | Mietshaus                | Schloßstraße 102 Lage | Mietshaus in gotisierende Formen. Aufwändiges mehrgeschossiges Erkertürmchen mit Fachwerkgiebel und Maske. Erdgeschoss in Quadermauerung, Obergeschoss mit teilweise Zierfachwerk | 1908      |       |
| = Robert-Mayer-Straße 41 | = Robert-Mayer-Straße 41 | Schloßstraße 113 Lage | Mietshaus der Neurenaissance von Heinrich Heuss mit nahezu trapezoidem Grundriss                                                                                                  | 1904/1905 |       |

### Senckenberganlage
| Bild                    | Bezeichnung             | Lage                         | Beschreibung                                                                                    | Bauzeit | Daten |
| ----------------------- | ----------------------- | ---------------------------- | ----------------------------------------------------------------------------------------------- | ------- | ----- |
| Professorenvilla        | Professorenvilla        | Senckenberganlage 9–11 Lage  | Neoklassizistische Professorenvilla. Doppelhaus mit Nr. 11; künftig Teil der Jüdischen Akademie | 1914    |       |
| Senckenberg Naturmuseum | Senckenberg Naturmuseum | Senckenberganlage 25–27 Lage |                                                                                                 | 1908    |       |
| vor dem Museum          | vor dem Museum          | Senckenberganlage 25 Lage    | Böttgerdenkmal von Friedrich Schierholz                                                         |         |       |
| vor dem Museum          | vor dem Museum          | Senckenberganlage 25 Lage    | Senckenbergdenkmal 1863 von A. v. Nordheim                                                      |         |       |

### Solmsstraße
| Bild                              | Bezeichnung                       | Lage                | Beschreibung | Bauzeit | Daten |
| --------------------------------- | --------------------------------- | ------------------- | --- | ------- | ----- |
| Alter Friedhof und Kriegerdenkmal | Alter Friedhof und Kriegerdenkmal | Solmsstraße Lage    | Der Friedhof an der Kreuznacher Straße/Solmsstraße weist verschiedene geschützte Objekte auf. Darunter sind das Kriegermonoment 1875 und die Gräber der Familie Rohmer | 1825    |       |
| Wasserturm                        | Wasserturm                        | Solmsstraße 38 Lage | Wasserturm des ehemaligen Gaswerks Bockenheim (heute: Werksgelände Solmsstraße der Mainova AG). Es handelte sich ursprünglich um einen 1896 errichteten zylindrischen Schacht aus Eisenfachwerk mit zweifarbiger Ziegelausmauerung unter oktogonalem Zeltdach. 1989 wurde der Wasserturm unter Denkmalschutz gestellt, wiewohl die gemauerte Außenfassade schon damals baufällig war. 1995 wurde die Fassade schließlich abgebrochen unter Erhaltung des früher unter Fassade verborgenen Stahlgerüsts auf seinem Klinkersockel. Im Jahr 2000 wurde das Turmskelett zugunsten eines Neubaus demontiert, konserviert und im Jahr 2007 nur wenig von seinem ursprünglichen Standort entfernt wieder aufgestellt und um seinen Fuß herum ein kleiner Teich angelegt. Der Wasserbehälter ist befüllt, bei geeigneter Witterung sprühen aus ringsum angebrachten Düsen Wasserfontänen, die bei Dämmerung mit farbigen LEDs hervorgehoben werden. | 1870    |       |

### Sophienstraße
| Bild             | Bezeichnung                                   | Lage                                                                               | Beschreibung | Bauzeit | Objekt-Nr. |
| ---------------- | --------------------------------------------- | ---------------------------------------------------------------------------------- | --- | ------- | ---------- |
| weitere Bilder   | Jüdischer Friedhof Bockenheim                 | Sophienstraße LageFlur: 10, Flurstück: 694/38                                      | Der jüdische Friedhof hinter einer hohen Mauer steht mit allen ca. 300 Grabsteinen unter Schutz                                                          | 1714    | 154572     |
| Sophienstraße 4  | Mietshaus                                     | Sophienstraße 4 LageFlur: 10, Flurstück: 875/42                                    | Neoklassisches Mietshaus von Gesser&Grünwald mit Axialrisalit und verziertem Erker                                                                       | 1911    |            |
| Sophienstraße 6  | Mietshaus                                     | Sophienstraße 6 LageFlur: 10, Flurstück: 893/42                                    | Neoklassisches Mietshaus von Anton Hilf mit Bauzier | 1911    | 154584     |
| Sophienstraße 8  | Mietshaus                                     | Sophienstraße 8 LageFlur: 10, Flurstück: 892/42                                    | Neoklassisches Mietshaus von Bornheimer Baufirma Anton Hilf mit großem Zwerchhaus und zentrierendem Altan                                                | 1911    | 154583     |
| weitere Bilder   | Mietshaus                                     | Sophienstraße 10 LageFlur: 10, Flurstück: 891/42                                   | Neoklassisches Mietshaus von der Bornheimer Baufirma Anton Hilf mit Axialerker und plastisch herausgearbeitetem Gurtgesims                               | 1911    | 154573     |
| weitere Bilder   | Mietshaus                                     | Sophienstraße 12 LageFlur: 10, Flurstück: 890/42                                   | Neoklassisches Mietshaus von Bornheimer Baufirma Anton Hilf mit plastischer Bauzier und zentralem Atlan. Vor dem Haus sind mehrere Stolpersteine verlegt | 1911    | 154574     |
| weitere Bilder   | Mietshaus                                     | Sophienstraße 14 LageFlur: 10, Flurstück: 791/41                                   | Neubau in einer Gesamtanlage (das Bild zeigt die Gesamtanlage; Nr. 14 ist am linken Rand)                                                                | 1912    | 156935     |
| Sophienstraße 16 | Mietshaus                                     | Sophienstraße 16 LageFlur: 10, Flurstück: 967/42                                   | Neoklassisches Mietshaus mit Anklängen des Jugendstils unter weit vorkragendem Balkon Mittelaltan und vergitterte Fenster                                | 1912    | 154575     |
| Sophienstraße 18 | Mietshaus                                     | Sophienstraße 18 LageFlur: 10, Flurstück: 966/42                                   | Neoklassisches Mietshaus mit Schmuckfassade | 1912    | 154576     |
| Sophienstraße 20 | Mietshaus                                     | Sophienstraße 20 LageFlur: 10, Flurstück: 965/42                                   | Mietshaus der Neurenaissance mit Erker und Balkons vor volutenübergiebelter Fassade und neoklassizistischer Ornamentik                                   | 1912    | 154577     |
| Sophienstraße 20 | Mietshaus                                     | Sophienstraße 22 LageFlur: 10, Flurstück: 979/42                                   | Neoklassizistisches Mietshaus von Georg Schmidt (1881–1963) und Carl Schmidt mit zentrierendem halbrunden Erker                                          | 1912    | 154578     |
| weitere Bilder   | Alte Liebig Schule, jetzt Max-Beckmann-Schule | Sophienstraße 70 = Georg-Speyer-Straße 37 LageFlur: 10, Flurstück: 693/38, 1028/42 | Das Gebäude wurde 1913 bis 1966 durch die Liebig-Oberschule und ab 1988 durch die Max-Beckmann-Schule genutzt                                            | 1913    | 154502 DDB |

### Varrentrappstraße
| Bild                                             | Bezeichnung                                      | Lage                         | Beschreibung                                                            | Bauzeit   | Daten |
| ------------------------------------------------ | ------------------------------------------------ | ---------------------------- | ----------------------------------------------------------------------- | --------- | ----- |
| Bismarckschule                                   | Bismarckschule                                   | Varrentrappstraße 34–36 Lage | Neobarockes Schulgebäude Haupttrakt, Hausmeisterwohnung, Aula, Pavillon | 1907      |       |
| = Hamburger Allee 23 = Werner von Siemens Schule | = Hamburger Allee 23 = Werner von Siemens Schule | Varrentrappstraße 38 Lage    | Neoklassizistischer Schulbau von Rudolf Reinicke                        | 1908–1911 |       |

### Wurmbachstraße
| Bild      | Bezeichnung | Lage                   | Beschreibung | Bauzeit | Daten |
| --------- | ----------- | ---------------------- | --- | ------- | ----- |
| Mietshaus | Mietshaus   | Wurmbachstraße 11 Lage | Mietshaus im Stil der Neorenaissance von Johann Franz Engel (1878-). Betonung der gefassten Gebäudeecke durch Balkone und Zierkonsolen in Sandstein mit darüberliegendem Ecktürmchen mit welcher Haube. | 1911    |       |

### Zeppelinallee
| Bild                         | Bezeichnung                  | Lage                      | Beschreibung | Bauzeit       | Objekt-Nr. |
| ---------------------------- | ---------------------------- | ------------------------- | --- | ------------- | ---------- |
| Villa                        | Villa                        | Zeppelinallee 15 Lage     | Das neoklassizistische Eckhaus zur Sophienstraße wird als portugiesisches Konsulat genutzt. | 1912          | 154589 DDB |
| Villa                        | Villa                        | Zeppelinallee 17 Lage     | Zeppelinallee 17 wurde als türkisches Generalkonsulat genutzt. Der Komplex, bestehend aus einer neoklassizistischen Villa von 1912 mit Hausnummer 12 und dem eigentlichen Konsulat, Zeppelinallee 17/19 einem neoklassizistischen Doppelhaus. Die repräsentative Villa wurde 1911 nach einem Entwurf des Architekten Christoph Gesser gebaut und weist reiche plastische Stuckornamentik auf. | 1911          | 154590 DDB |
| Villa                        | Villa                        | Zeppelinallee 19 Lage     | Siehe Nummer 17 | 1911          | 154591     |
| Villa                        | Villa                        | Zeppelinallee 21–23 Lage  | Das Doppelhaus Zeppelinallee 21/23 wurde nach Entwurf des Stadtbaumeisters Joseph Ernst Richter erbaut. Das Haus besitzt eine neoklassizistische Zierfassade und einen zentrierenden Vorbau zwischen aufwändigen Balkongittern. | 1911          | 154592 DDB |
| Villa                        | Villa                        | Zeppelinallee 25 Lage     | Neoklassizistische Villa. Architekt Johann Peter Walluf schuf eine symmetrische, reich ornamentierte Putz/Sandstein-Fassade hinter einer Ziergittereinfriedung zwischen aufwendig skulptierten Pfosten. | 1913          | 154594 DDB |
| Villa                        | Villa                        | Zeppelinallee 27 Lage     | Neoklassizistische Villa. Architekt Johann Peter Walluf schuf eine symmetrische, reich ornamentierte Putz/Sandstein-Fassade hinter einer Ziergittereinfriedung zwischen aufwendig skulptierten Pfosten. | 1913          | 154595     |
| Doppelvilla                  | Doppelvilla                  | Zeppelinallee 29–31 Lage  | Zeppelinallee 29–31 ist eine denkmalgeschützte neoklassizistische Doppelvilla nach einem Entwurf von A. Hermann Schädel. Das Aussehen des Hauses wird durch die Steinfassade in Quaderverblendung geprägt. Das flach geneigte Mansarddach ist nicht mehr im Originalzustand. | 1913          | 154596 DDB |
| Villa                        | Villa                        | Zeppelinallee 33 Lage     | Eine reiche Werksteinfassade und eine Ziereinfriedung zwischen Steinpfosten zeichnet die neoklassizistische Villa aus. | 1911          | 154597 DDB |
| Villa                        | Villa                        | Zeppelinallee 35 Lage     | Zeppelinallee 35 wurde als französisches Generalkonsulat genutzt. Es handelt sich um die linke Hälfte der dreigeschossigen Villa Hausnummer 35/37. Die Villa verfügt über eine neoklassizistische Fassade und die ursprüngliche Einfriedung. |               | 154598 DDB |
| Villa                        | Villa                        | Zeppelinallee 37 Lage     | siehe Hausnummer 35 |               | 154599     |
| Villa Sonneck                | Villa Sonneck                | Zeppelinallee 38 Lage     | Die neoklassizistische Villa wurde erbaut für Heinrich Irenaeus Quincke, ein damals berühmter Internist und Chirurg. Als Architekten beauftragte er den bekannten Hermann Muthesius, der diese zweistöckige Villa im englischen Landhausstil errichtete. Bis 1975 war sie in Privatbesitz, dann wurde die Villa von der IKB Deutsche Industriebank erworben, die das Haus in elf Monaten renovieren und für ihre Anforderungen umbauen ließ, einschließlich des Einbaus einer großen Tiefgarage. 2004 wurde die Villa an einen privaten Investor verkauft, der die Liegenschaft von 2004 bis 2007 kostspielig wieder ihrem ursprünglichen Zweck als Wohnhaus zuführen ließ. | 1907 bis 1910 | 154600 DDB |
| Villa                        | Villa                        | Zeppelinallee 39/41 Lage  | Das Doppelhaus mit der Hausnummer 39/41 ist eine repräsentative Villa. Mit der neoklassizistischen symmetrischen Fassade aus Steinquadern, dem reichen Schmuck im Fensterbereich und dem aufwändig profilierten und ornamentierten Dachgesims fällt das Haus selbst im Umfeld der Villen der Zeppelinallee auf. | 1910          | 154601 DDB |
| Villa/Konsulat               | Villa/Konsulat               | Zeppelinallee 43 Lage     | Das Haus Zeppelinallee 43 ist seit etwa 1995 das Generalkonsulat von Griechenland. Das Gebäude an der Ecke zur Ludolfusstraße wurde von Julius Lönholdt entworfen. Trotz seines ungewöhnlichen turmartigen Vorbaus handelt es sich um einen sehr strengen spätklassizistischen Entwurf. Letztendlich war der Stil des Gebäudes und die Bedeutung des Klassizismus für Griechenland, der ausschlaggebende Grund es als Konsulat zu erwerben. |               | 154603 DDB |
| Villa                        | Villa                        | Zeppelinallee 44 Lage     | neoklassizistische Villa mit einer gegliederten Steinfront; profilierte und ornamentierte Türgewände am Eingang und kassettierte Brüstungsfelder prägen das Aussehen. Genauso wie das Haus steht auch die ursprüngliche Einfriedung unter Denkmalschutz | 1912          | 154604 DDB |
| Villa                        | Villa                        | Zeppelinallee 47 Lage     | repräsentative Villa, die 1910 nach Entwürfen von Bruno Paul errichtet wurde. Auch hier besteht eine neoklassizistische Steinfassade und die ursprüngliche Einfriedung. | 1910          | 154605 DDB |
| Eckhaus (Blanchardstraße 17) | Eckhaus (Blanchardstraße 17) | Zeppelinallee 65–67 Lage  | Die repräsentative neoklassizistische Villa mit rechteckigem Grundriss, symmetrischer Putzfassade und beidseitige Flügelbauten unter hohem Mansarddach weist hohe Fenster zwischen Klappläden an den Seitenflügeln, z. T. als Türen hinter ziervergitterten Balkons und den ursprünglichen Eingangsportikus auf. | 1921 bis 1925 | 154606     |
| Villa                        | Villa                        | Zeppelinallee 69 Lage     | zweigeschossige neoklassizistische Villa mit hohem Mansarddach und übergiebeltem Risalit mit historisierenden Schmuckformen. Bauherr Wilhelm Rohmer (* 13. Februar 1850 Bockenheim † 28. Februar 1912 Meran), verheiratet mit Helena de Chapeaurouge (* 5. Dezember 1877; † 3. Oktober 1960 Frankfurt). Wilhelm Rohmer ist der Namenspatron der Rohmerstraße und des Rohmerplatzes in Frankfurt-Bockenheim. Heute Sitz eines Industrieverbandes. | 1910          | 154607 DDB |
| Villa                        | Villa                        | Zeppelinallee 77 Lage     | Neoklassische Villa mit symmetrischer Putz/Sandsteinfassade von Alfred Engelhard, erbaut für Hermann Weil. | 1912          | 154608 DDB |
| Frauenfriedenskirche         | Frauenfriedenskirche         | Zeppelinallee 99–103 Lage | Auf Initiative von Hedwig Dransfeld, der Vorsitzenden des Katholischen Deutschen Frauenbundes wurde die monumentale, architektonisch bedeutende und künstlerisch reich ausgestattete Kirche von Hans Herkommer erbaut. | 1927 bis 1929 | 156938     |
| Villa                        | Villa                        | Zeppelinallee 105 Lage    | neoklassizistische Villa nach Entwürfen von Wilhelm Derlam (1877–1948) mit symmetrischer, durch Girlanden charakterisierte Fassade. | 1921 bis 1923 | 154587 DDB |
| Villa                        | Villa                        | Zeppelinallee 107 Lage    | neoklassizistische Villa nach Entwürfen von Wilhelm Derlam (1877–1948) mit symmetrischer, durch Girlanden charakterisierte Fassade. Das Gebäude ist heute Wohnsitz des US-amerikanischen Generalkonsuls. | 1921 bis 1923 | 154588 DDB |

## Neuer Bockenheimer Friedhof
Eine Vielzahl von Gräbern und Gebäuden auf dem neuen Bockenheimer Friedhof stehen unter Denkmalschutz. Diese sind im Friedhofsartikel dargestellt.